# Samtredia (gemeente)
Samtredia (Georgisch: სამტრედიის მუნიციპალიტეტი, Samtrediis munitsipaliteti) is een gemeente in het westen van Georgië met ruim 39.000 inwoners (2024), gelegen in de regio (mchare) Imereti. De gelijknamige stad is het bestuurlijke centrum van de gemeente, die een oppervlakte heeft van 364,1 km². De gemeente ligt in het Kolchetilaagland.

## Geschiedenis
Na het uiteenvallen van het Koninkrijk Georgië in de 15e eeuw lag het gebied van Samtredia in het Koninkrijk Imeretië. Het werd eeuwenlang feitelijk gedomineerd door het Ottomaanse Rijk, maar vanaf de 18e eeuw verloren de Ottomanen het gezag.

### Russisch gezag

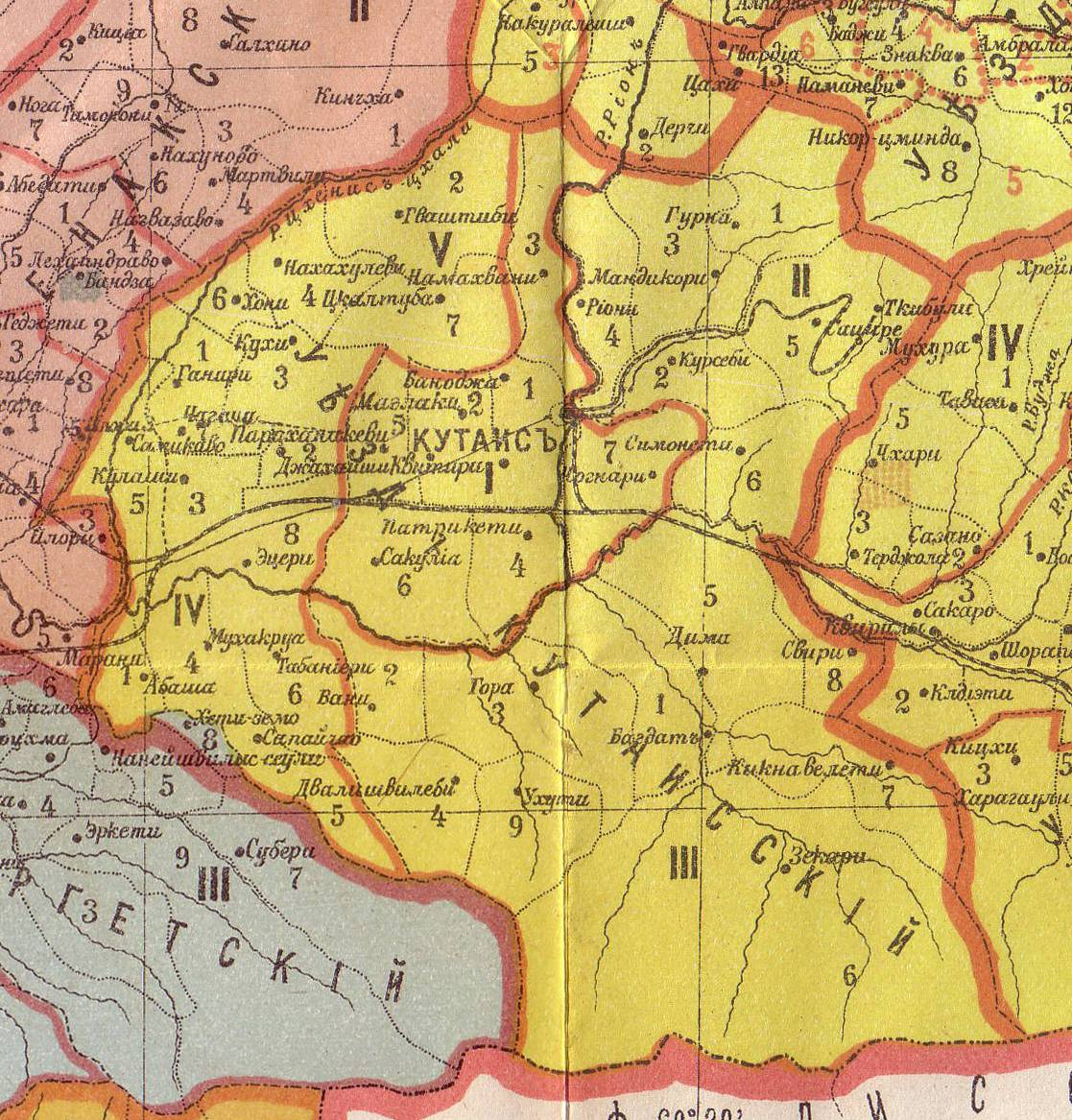
Oejezd Koetais in 1886 met oetsjastok Samtredia (linksmidden, IV))

In 1810 werd Imeretië door het Russisch Rijk geannexeerd en werd de Russische bestuurlijke indeling geadopteerd, die de basis legde voor de hedendaagse indeling. Het vorstendom Imeretië werd omgevormd in het oblast Imeretië, dat in 1840 opgenomen werd in het gouvernement Georgië-Imeretië dat geheel Georgië besloeg. In 1846 werden oost- en west-Georgië weer gescheiden en werd het gebied van Samtredia bestuurlijk ingedeeld bij het okroeg (later oejezd) Koetais van het gouvernement Koetais. Hierbinnen was Samtredia een van de vijf gemeentelijk districten, zogeheten oetsjastok (Russisch: участокъ).
Onder het Russisch keizerlijke regime werd de spoorweginfrastructuur van Transkaukasië in hoog tempo ontwikkeld. De eerste spoorlijn ten zuiden van de Kaukasus werd in 1872 geopend, de Tbilisi - Poti lijn, en deze kwam door Samtredia. Dit betekende een groeimpuls voor het gebied. In 1883 volgde de aftakking vanaf Samtredia naar Batoemi, wat de stad tot een belangrijke halte maakte voor de trans-Kaukasische transporten van de Kaspische Zee naar de Zwarte Zee havens.

### Moderne indeling

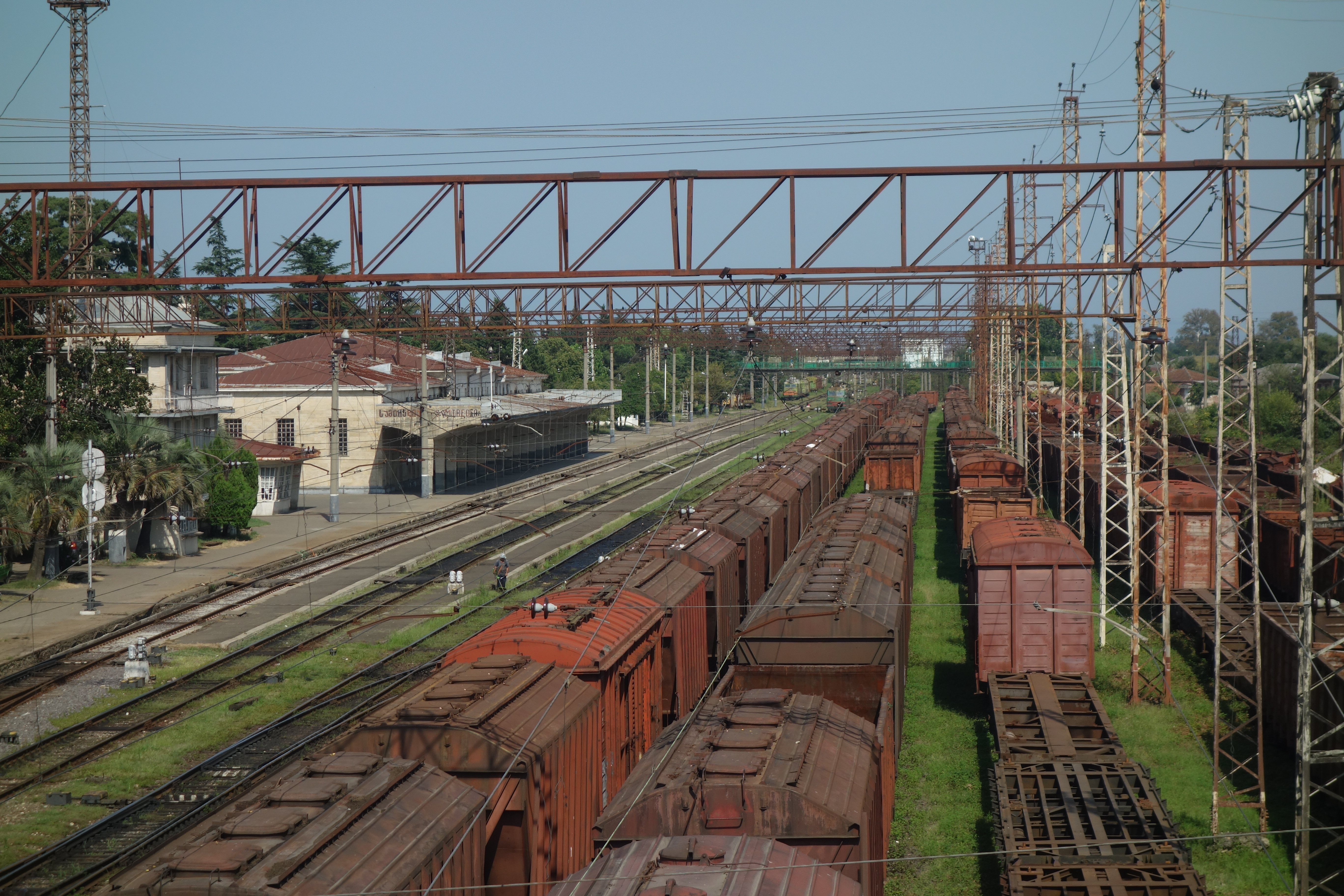
Samtredia werd een belangrijk spoorwegstation.

Er volgden bestuurlijke herindelingen in de periode 1917-1930 door de tussenkomst van de Democratische Republiek Georgië en de vorming van de Sovjet-Unie. De huidige bestuurlijke eenheid werd uiteindelijk gevormd met de grote Sovjet districtshervorming in 1929-1930 toen het als rajon Samtredia werd opgericht, waarna het in 1930 een zelfstandige bestuurseenheid werd binnen de Georgische sovjetrepubliek. In 1995 werd het district onderdeel van de nieuw opgerichte regio (mchare) Kacheti en in 2006 werd het district omgevormd naar een gemeente (municipaliteit).

## Geografie

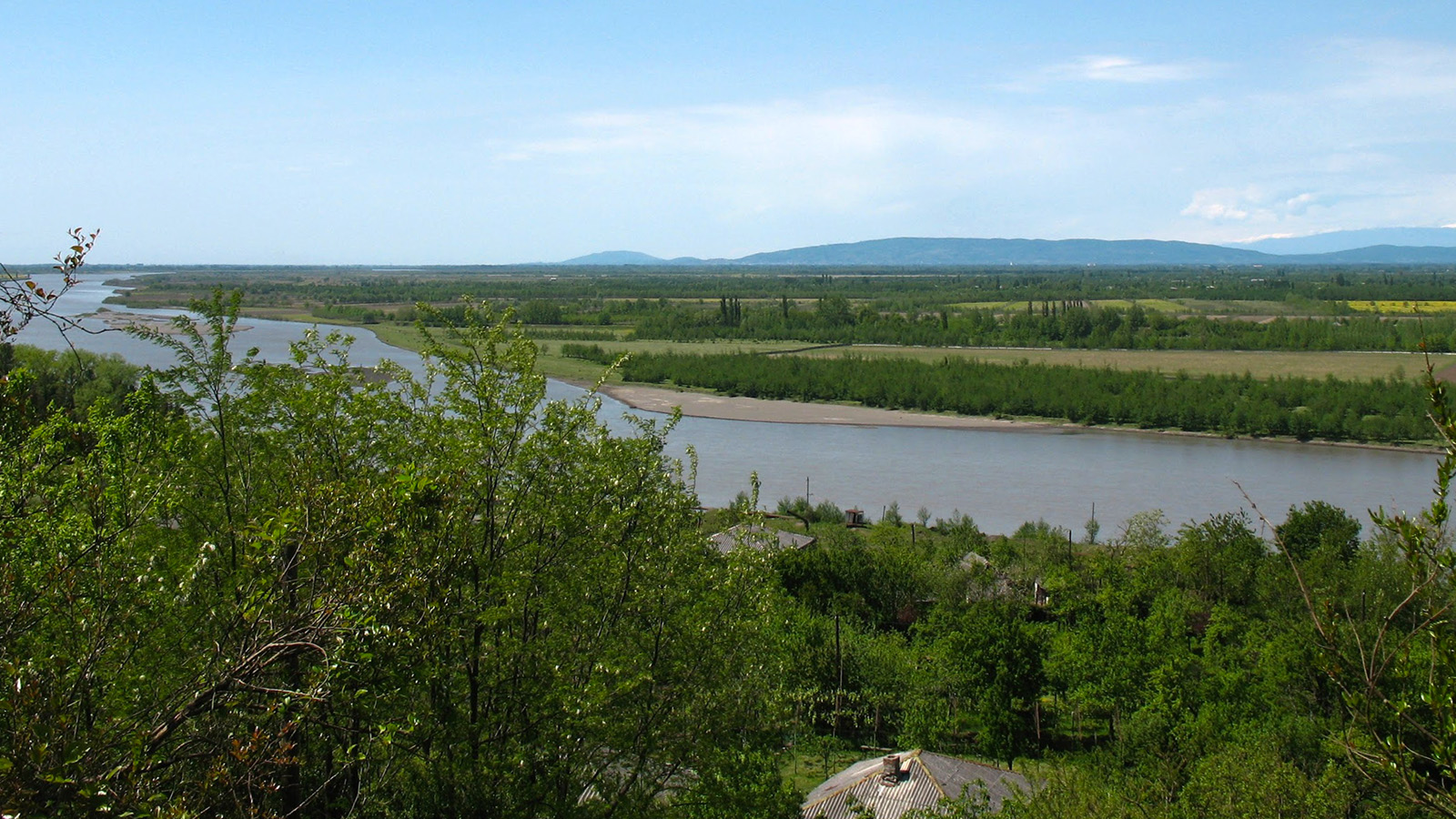
De Rioni door het Colchis-laagland.

De gemeente Samtredia grenst in het noorden aan Choni, in het westen aan Abasja (regio Samegrelo-Zemo Svaneti), in het zuidwestelijke puntje aan Lantsjchoeti en in het zuiden aan Tsjochataoeri (beiden regio Goeria). In het zuidoosten ligt Vani en langs de oostgrens ligt Tskaltoebo, beiden in de regio Imereti.

### Kolchetilaagland
Samtredia ligt in het Kolchetilaagland, langs beide oevers van de Rioni, maar vooral ten noorden ervan. De rivier Tschenistskali, die uit het Egrisigebergte komt, stroomt van noord naar zuid langs de gemeente, en vormt de westelijke grens met de gemeente Abasja en de regio Samegrelo-Zemo Svaneti. De rivier komt in de zuidwesthoek van de gemeente samen met de Rioni.
Het merendeel van de gemeente Samtredia ligt op ongeveer 20-90 meter boven zeeniveau , met een licht hellend vlak van zuidwest naar het noordoosten. In het zuiden van de gemeente ligt een klein gedeelte op de noordelijke hellingen van het Goeriagebergte en het Meschetigebergte waar een maximale hoogte van 1100 meter boven zeeniveau bereikt wordt.

## Demografie
Begin 2024 telde de gemeente Samtredia 39.336 inwoners, een daling van 19% ten opzichte van de volkstelling van 2014. Het aantal inwoners in de hoofdplaats Samtredia daalde met 17%.
| Gemeente Samtredia                                                      | -     | 58.200 | 62.556 | 67.141 | 65.400 | 64.504 | 60.456 | 48.562 | 44.048 | 39.336 |
| Samtredia (stad)                                                        | 6.423 | 19.803 | 19.580 | 21.974 | 33.999 | 34.468 | 29,761 | 25.318 | 23.316 | 21.063 |
| Koelasji (daba)                                                         | 4.251 | -      | 5,216  | 6.147  | 2.913  | 2.961  | 1.962  | 1.702  | 1.267  | 993    |
| Verantwoording data: Bevolkingsstatistiek Georgië 1897 tot heden. Noot: |       |        |        |        |        |        |        |        |        |        |

### Etniciteit en religie
De bevolking van Samtredia is praktisch mono-etnisch Georgisch (98,4%). De grootste etnische minderheden zijn bijna 400 Armeniërs (0,7%) die bijna allen in de stad Samtredia wonen, gevolgd door ruim 200 Russen (0,4%). Verder wonen er enkele tientallen Oekraïners, Bosja, Azerbeidzjanen, Assyriërs en Osseten. De religieuze samenstelling volgt de etnische: 98,4% is volger van de Georgisch-Orthodoxe Kerk, gevolgd door ruim 200 moslims (0,4%) en bijna 150 jehova's (0,3%).

## Administratieve onderverdeling

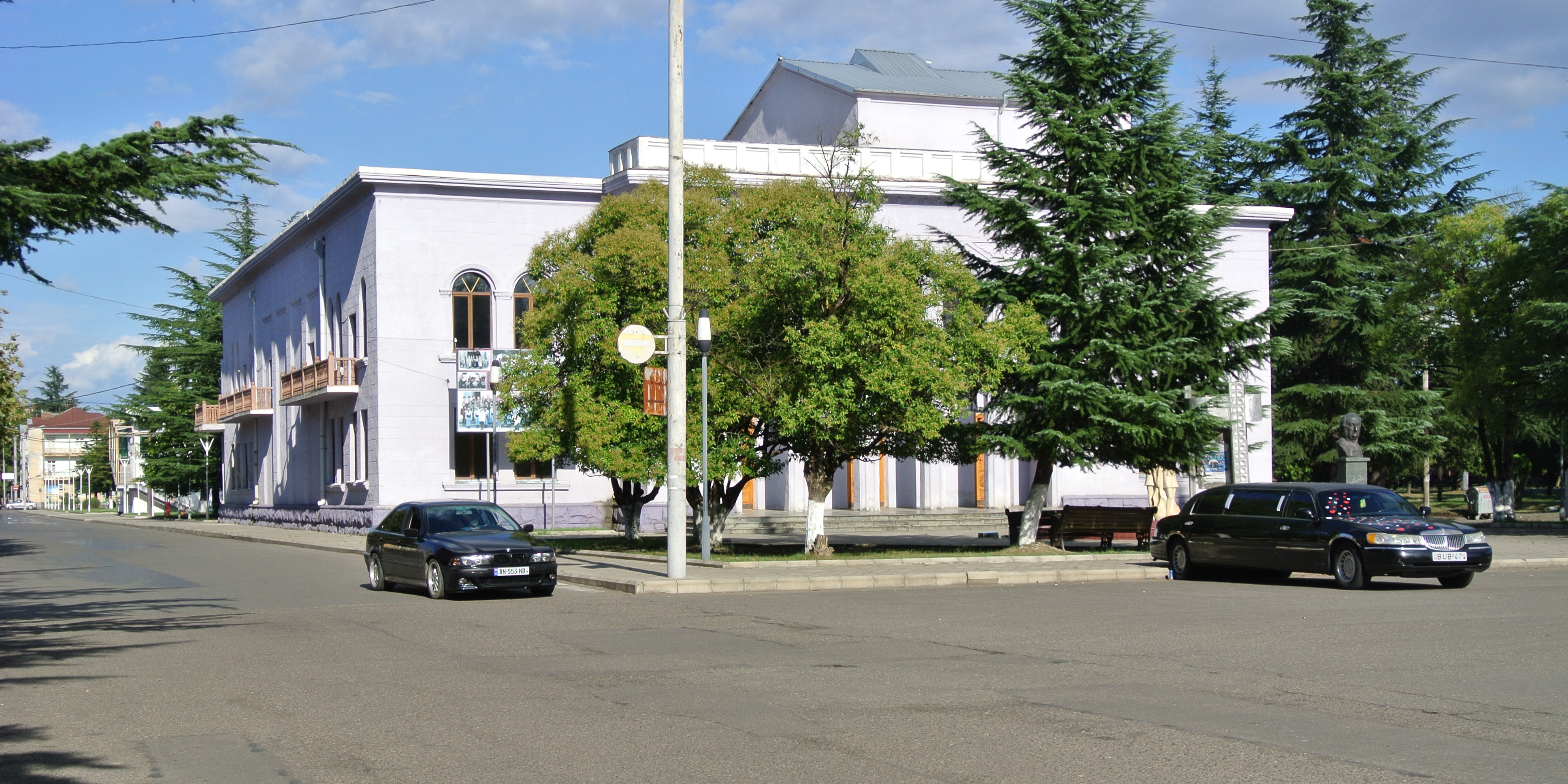
Samtredia is centrum van de gemeente

De gemeente Samtredia is administratief onderverdeeld in 13 gemeenschappen (თემი, temi) met in totaal 49 dorpen (სოფელი, sopeli), één 'nederzettingen met stedelijk karakter' (დაბა, daba) en één stad (ქალაქი, kalaki).
- stad: Samtredia, gemeentelijk centrum en tiende grootste plaats in Georgië.
- daba: Koelasji
- dorpen: in totaal 49.

## Bestuur
De gemeenteraad van Samtredia (Georgisch: საკრებულო, sakreboelo) wordt elke vier jaar gekozen in een gemengd kiesstelsel. Een deel wordt via enkelvoudige kiesdistricten gekozen en een deel via evenredige vertegenwoordiging van gesloten partijlijsten, waarvoor een kiesdrempel geldt van drie procent.
| Samenstelling Sakreboelo (zetels per partij) | Samenstelling Sakreboelo (zetels per partij) | Samenstelling Sakreboelo (zetels per partij) | Samenstelling Sakreboelo (zetels per partij) | Samenstelling Sakreboelo (zetels per partij) |
| Partij                                       | Partij                                       | 2014                                         | 2017                                         | 2021                                         |
| -------------------------------------------- | -------------------------------------------- | -------------------------------------------- | -------------------------------------------- | -------------------------------------------- |
|                                              | Georgische Droom (GD)                        | 22                                           | 26                                           | 24                                           |
|                                              | Verenigde Nationale Beweging (UNM)           | 5                                            | 4                                            | 7                                            |
|                                              | Overige partijen                             | 3                                            | 3                                            | 2                                            |
| Totaal                                       | Totaal                                       | 30                                           | 33                                           | 33                                           |

## Bezienswaardigheden

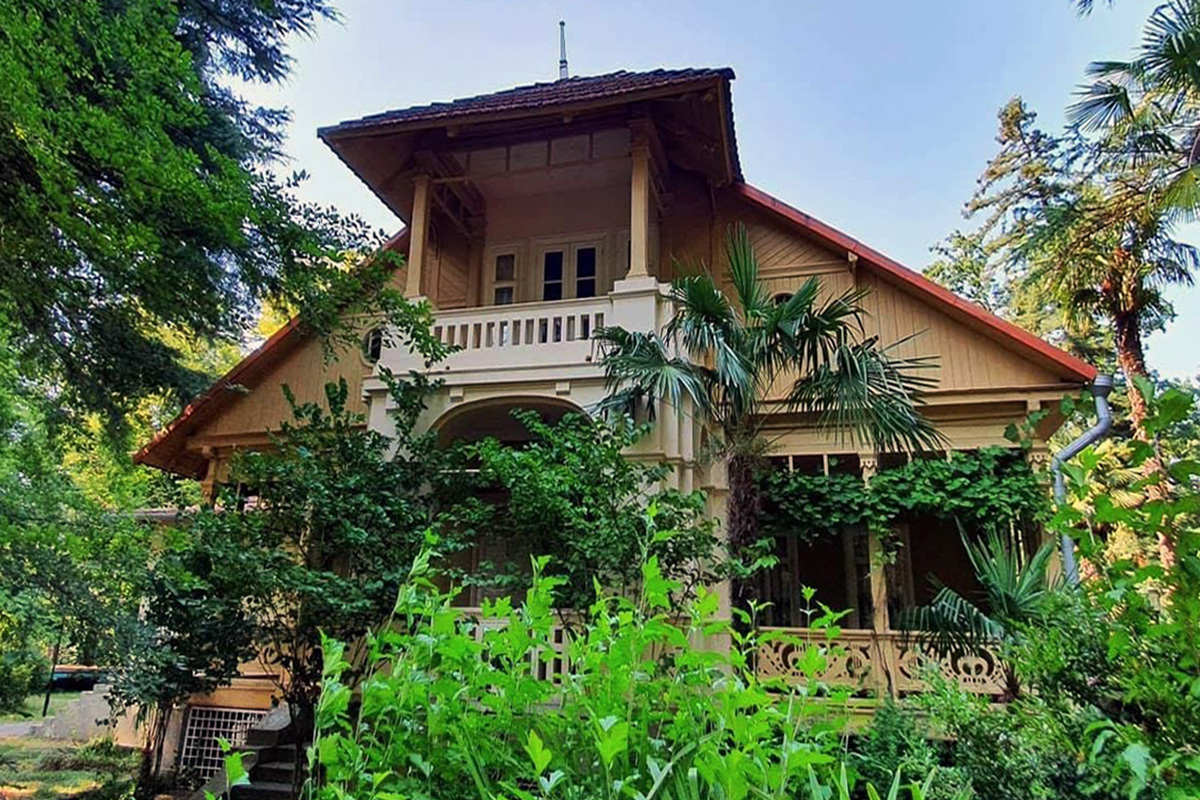
Huismuseum Niko Nikoladze

- Huismuseum in Didi Jichaisji van de Georgische schrijver, publicist, pro-westerse verlichter en publiek figuur Niko Nikoladze (1843 – 1928), opgericht in 1951.[20] Nikoladze stond vooral om zijn bijdragen aan de ontwikkeling van de Georgische liberale journalistiek en zijn betrokkenheid bij verschillende economische en sociale projecten van die tijd, en was een van de naaste kameraden van Ilia Tsjavtsjavadze. In de tuin van het in 1886 gebouwde huis staan planten die wetenschappers uit de wereld meebrachten.
- Synagoge in Koelasji. De houten synagoge dateert uit de 18e eeuw en is de laatste overgebleven van diverse synagogen in het stadje dat tot 1990 een meerderheid aan Joodse inwoners had.[21]

## Vervoer

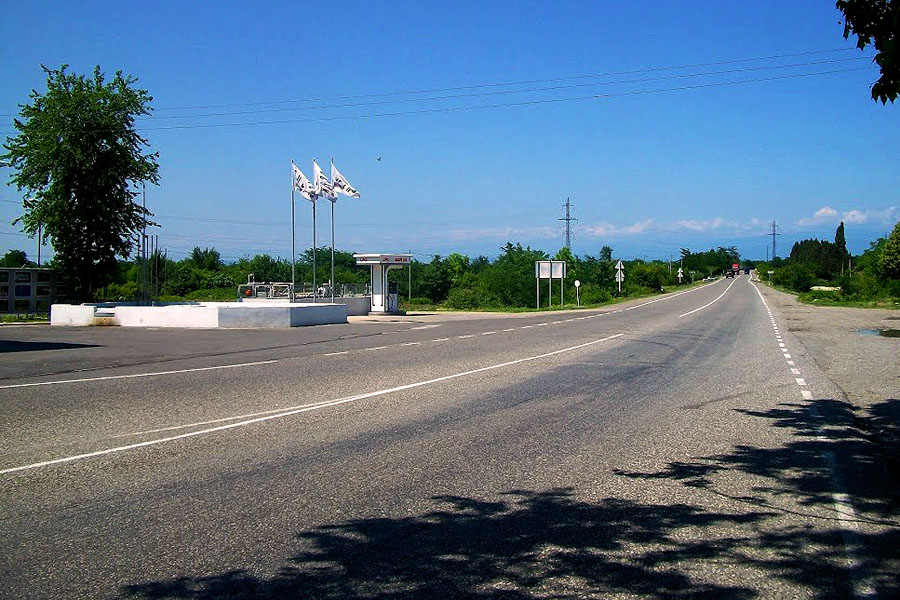
De S12 / E692 naar Batoemi.

De belangrijkste hoofdweg in Georgië, de S1 / E60 (Tbilisi - Zoegdidi - Abchazië), passeert door de gemeente en doet de hoofdplaats Samtredia aan, waar de S12 / E692 naar Batoemi begint. Tevens passeren enkele belangrijke nationaal-regionale hoofdwegen de gemeente, zoals de nationale route Sh12 naar Koelasji en Choni en de Sh13 naar Baghdati. De Tbilisi - Poti / Zoegdidi spoorlijn komt sinds 1872 door Samtredia en heeft een belangrijke aftakking naar Batoemi. De internationale Luchthaven Koetaisi ligt deels in de gemeente Samtredia.